# Evolučně významná jednotka
Evolučně významná jednotka (anglicky Evolutionarily significant unit, odtud zkratka ESU) je populace organismů, která je považována za odlišnou pro potřeby jejich ochrany. Termín lze použít v rámci druhu, poddruhu, geografické rasy nebo populace. 

## Koncept
Koncept evolučně významných jednotek byl poprvé formulován americkým zoologem Oliverem A. Ryderem v roce 1986. Ryder definoval ESU jako populační jednotky reprezentující významné adaptivní variace založené na shodě dat získaných různými technikami (morfologie, genetická data, historie druhu, data o jeho výskytu a rozšíření). V následujících letech se různí vědci pokusili o další, nové definice ESU, většinou s větším či menším přihlédnutím ke genetickým datům či evolučním datům.
Existuje velká řada různých definic, které se snaží o stanovení kritérií, které populace organismů musí splňovat, aby byla považovaná za evolučně významnou jednotku. Tato kritéria však nebyla zcela konzistentní a v minulých letech zažehla řadu vědecký a dokonce i veřejných debat. Obecná kritéria je komplikované definovat mj. proto, že diverzita organismů je obrovská a v některých populacích (např. v případě endemických ostrovních populací) je potřebný individuálnější přístup.
Příkladem kritérií pro ESU může být práce Robina S. Waplese, který v roce 1991 navrhl dvě kritéria, které musí populace obratlovců splňovat, aby ji bylo možné považovat za evolučně významnou jednotku:
- 1) Populace druhu je významně reprodukčně izolovaná od zbylé populace druhu;
- 2) Populace reprezentuje důležitou součást evolučního dědictví.

Waples dále zdůraznil, že rozhodnutí o důležitosti rysů, které jsou důležité z evolučního hlediska, se musí nutně dít na podkladě genetických dat.

## Ochrana organismů
S evolučně významnými jednotkami se pracuje především v kontextu ochrany organismů; jelikož se ochránci ve většině případů nemohou zaměřit na ochranu celého druhu (typicky z důvodu nedostatku lidských a finančních zdrojů), ESU jim mohou podat vodítko, na jaké populace se zaměřit, aby byla zachována genetická diverzita druhu  pro příští generace.
Příkladem rozdělení druhu do evolučně významných jednotek může být populace kiviů. Novozélandské Ministerstvo památkové péče rozeznává 5 druhů kiviů, nicméně pro potřeby jejich ochrany hned 14 evolučně významných jednotek. Zatímco kivi okaritský, který se nachází na geograficky velmi omezeném území, představuje druh a jednu evolučně významnou jednotku, geograficky roztahaná populace kiviho hnědého zahrnuje hned 4 ESU pojmenované podle oblasti jejich výskytu.